# Vrije Compagnie van Tielt
De Vrije Compagnie van Tielt was een goed georganiseerde "bende" uit Tielt die zich als gevolg van de opkomende mondigheid van de bevolking in de geest van de verlichting, afzette tegen zowel de geestelijke als de wereldlijke macht. In 1718 nam men het bestuur van de stad Tielt over en inde in juli 1718 belastingen.
Aanleiding van het gewapend verzet ontstond toen ze op 15 november 1717 van de Grote Raad te Mechelen geen gelijk kregen in het proces begonnen in 1710 tegen het Kapittel van Harelbeke en konsoorten om de restauratie van de parochiekerk ten laste te leggen van deze geestelijke tiendheffers. 
Na jaren procederen had men nog niks bereikt.
Het eerste  bericht of pasquille werd aangeplakt op woensdag 6 juli rond drie uur 's morgens.  
Iedereen werd uitgenodigd " 't sij groot of kleyn, om 's anderendaags de bloetsuypers van Aerlebeke te beletten de tienden te verpachten en die borsesnyders ende opeters van ons arm ghemeente te onthalen zoals zij dat verdienden, nl. met steenen, stront, stocken, more, etc." 
Dit was het begin van allerhande opstanden, schermutselingen  en afrekeningen van de "Vrije Compagnie van Tielt".
Toen de  herstellingswerken aan de kerk konden uitgevoerd worden in juni 1719, was dit waarschijnlijk te danken aan de ‘Vrije Compagnie van Thielt’ die in juli 1718 met "slaande argumenten" de stugge kapittelheren van Harelbeke kon overtuigen.
Toch werden in 1720 werden de kopstukken beschuldigd en veroordeeld door de Raad van Vlaanderen.
- Adriaen Benoit genaamd Adriaen George, generaal (schoenmakersknecht) werd bij verstek veroordeeld tot de galg op het Veerleplein te Gent.
- Pieter van de Graveele genaamd Pietje Hoeps, ontvanger generaal (schoenmaker) werd geketend in het Gravensteen te Gent "gegeseld met scherpe roeden, en dit tot den loopende bloede" en levenslang verbannen uit de Zuidelijke Nederlanden. Kwam vrij op 6 maart 1720.
- Albert Verbrugghen, tamboer (kleermaker) werd gegeseld met scherpe roeden en voor 10 jaar verbannen.
- Albert Van De Vondele, vaandrig (kleermaker pruikenmaker), werd voor 10 jaar verbannen.
- Jospeph Winckels, kapitein van Tielt-buiten (landbouwersknecht) moet op blote knieën vergiffenis vragen aan het Hof en aan God.
- Carel vande Zande, griffier (procureur) werd levenslang verbannen.
- Jan Roussel genaamd Jan De Wale, kapitein (schoenmakersknecht) werd 10 jaar verbannen
- François de Klerck, kapitein (zeeldraaier) werd 10 jaar verbannen.